# The Social Network Song
The Social Network Song (Oh Oh-Uh-Oh Oh) (oryg.: Facebook, Uh, Oh, Oh.(A Satirical Song)) – angielskojęzyczny singel sanmaryńskiej piosenkarki Valentiny Monetty wydany 16 marca 2012 roku i umieszczony na albumie La storia di Valentina Monetta. Utwór został napisany przez Ralpha Siegla (muzyka), José Santana Rodrigueza oraz Timothy'ego Touchtona (tekst).

## Historia utworu

### Nagrywanie
Piosenkę nagrywano w 2012 roku. Muzykę do utworu napisał Ralph Siegel, a tekst – José Santana Rodriguez i Timothy Touchton. Produkcją zajął się Siegel.

### Wydanie
Utwór „Facebook, Uh, Oh, Oh.(A Satirical Song)” został wydany 16 marca 2012 roku jako singel biorący udział w 58. Konkursie Piosenki Eurowizji organizowanego przez stolicę Azerbejdżanu - Baku. Zmienioną wersję („The Social Network Song (Uh, Uh, Oh, Oh)”) wydano 22 marca. Singel promował również płytę Monetty -  La storia di Valentina Monetta, którą wydano 31 maja 2013 roku.

### Odbiór
Utwór został odebrany negatywnie przez fanów Konkursu Piosenki Eurowizji. Podobnie jak czarnogórska propozycja „Euro Neuro” Rambo Amadeusa, typowany był do zajęcia ostatniego miejsca w konkursie. Ewan Spence, redaktor Forbes.com, opisał sanmaryńską propozycję jako „najbardziej obciachową piosenkę eurowizyjną od wielu lat. Kompozytor Ralph Siegel, który stworzył w swojej karierze 19 innych utworów na konkurs, powinien być mądrzejszy.”

### Konkurs Piosenki Eurowizji 2012
17 stycznia Europejska Unia Nadawców (EBU) ogłosiła, że utwór będzie reprezentował San Marino podczas 57. Konkursu Piosenki Eurowizji organizowanego w Baku. Na początku zgłoszono utwór „Facebook, Uh, Oh, Oh.(A Satirical Song)”. Piosenka została zdyskwalifikowana z powodu złamania regulaminu widowiska (w tekście piosenki kilkukrotnie powtarzało się słowo Facebook będące zastrzeżonym znakiem towarowym, promocji którego zabraniają zasady konkursu). Słowa i tytuł utworu musiały zostać zmienione do 23 marca 2012 roku. Nową wersję piosenki – „The Social Network Song (Uh, Uh, Oh, Oh)” – opublikowano 22 marca.
Monetta wystąpiła z jedenastym numerem startowym w pierwszym półfinale konkursu. Piosenkarka nie awansowała do finału, zajmując 14. miejsce z 31 punktami na koncie. Pomimo słabego wyniku, był to najlepszy dotychczas wynik w historii udziału kraju w Konkursie Piosenki Eurowizji.

## Wydanie na albumach
| Album                               | Data         | Wytwórnia | Format | Nr katalogowy                             | Nr utworu                                                                                    | Źródło |
| ----------------------------------- | ------------ | --------- | ------ | ----------------------------------------- | -------------------------------------------------------------------------------------------- | ------ |
| La storia di Valentina Monetta      | 31 maja 2013 | –         | 1 CD   | –                                         | 7 („The Social Network Song (Uh, Uh, Oh, Oh)”) 8 („Facebook, Uh, Oh, Oh.(A Satirical Song)”) | [ 3 ]  |
| Eurovision Song Contest - Baku 2012 | 4 maja 2012  | Universal | 2 CD   | CMC 06025 3701412 (UMG) EAN 0602537014125 | 19 (2CD)                                                                                     | [ 15 ] |

## Lista utworów

### „Facebook (Uh Oh Oh)”
- CD single (16 marca 2012)[4]

1. „Facebook (Uh Oh Oh) (Uh Oh Oh)” 3:00
2. „I'll Follow The Sunshine” 2:54
3. „Facebook (Uh Oh Oh) (Uh Oh Oh)” (Euro-Club Version) 5:37
4. „Facebook (Uh Oh Oh) (Uh Oh Oh)”(Karaoke Version) 3:00

### „The Social Network Song (Uh Oh-Uh-Oh Oh)”
- CD single (23 marca 2012)[4]

1. „The Social Network Song (Uh Oh-Uh-Oh Oh)” 3:00
2. „I'll Follow The Sunshine” 2:54
3. „The Social Network Song (Uh Oh-Uh-Oh Oh)” (Euro-Club Version) 5:37
4. „The Social Network Song (Uh Oh-Uh-Oh Oh)” (Karaoke Version) 3:00

## Historia wydania
| Tytuł                                      | Data          |
| ------------------------------------------ | ------------- |
| „Facebook (Uh Oh Oh) (Uh Oh-Uh-Oh Oh)”     | 16 marca 2012 |
| „The Social Network Song (Uh Oh-Uh-Oh Oh)” | 23 marca 2012 |